# Jessica De Gouw
Jessica Elise De Gouw (ur. 15 lutego 1988 w Perth) – australijska aktorka pochodzenia holenderskiego, która wystąpiła m.in. w serialu Arrow.

## Filmografia

### Filmy
| Rok  | Tytuł                      | Rola         | Uwagi       |
| ---- | -------------------------- | ------------ | ----------- |
| 2009 | Bedtime Stories            | matka        | krótkometr. |
| 2010 | The Ballad of Nick Chopper | Iva          | krótkometr. |
| 2011 | Works Well with Others     | Andrea       | krótkometr. |
| 2012 | Kath & Kimderella          | Isabella     |             |
| 2012 | The Dinner Meeting         | Natalie      | krótkometr. |
| 2014 | These Final Hours          | Zoe          |             |
| 2014 | Cut Snake                  | Paula        |             |
| 2015 | The Rezort                 | Melanie      |             |
| 2017 | OtherLife                  | Ren Amari    |             |
| 2020 | Małgosia i Jaś             | młoda Holda  |             |
| 2021 | The Walk                   | Hero         | krótkometr. |
| 2021 | Legenda Molly Johnson      | Louisa       |             |
| 2023 | The Portable Door          | Rosie Tanner |             |

### Telewizja
| Rok        | Tytuł                | Rola                     | Uwagi                        |
| ---------- | -------------------- | ------------------------ | ---------------------------- |
| 2006       | The Sleepover Club   | Amanda Hart/Shandi       | 1 odc.                       |
| 2011       | Underbelly: Razor    | Edie McElroy             | 3 odc.                       |
| 2011       | Crownies             | Melody Kingston          | 1 odc.                       |
| 2012       | Tricky Business      | Yvette Bell              | 1 odc.                       |
| 2012       | Morderstwo w dorożce | Madge                    | film TV                      |
| 2012–2014  | Arrow                | Helena Bertinelli        | 4 odc.                       |
| 2013–2014  | Dracula              | Wilhelmina "Mina" Murray | gł. rola; 10 odc.            |
| 2015       | Deadline Gallipoli   | Vera Grant               | miniserial                   |
| 2016       | Underground          | Elizabeth Hawkes         | gł. rola, 20 odc.            |
| 2016–2017  | The Last Tycoon      | Minna Davis              | 2 odc.                       |
| 2018       | Riot                 | Robyn Plaister           | film TV                      |
| 2019       | The Hunting          | Eliza                    | 4 odc.                       |
| 2019       | The Crown            | Lucy Lindsay-Hogg        | 1 odc.                       |
| 2019, 2021 | Wiedeńska krew       | Amelia Lydgate           | w gł. obsadzie, 6 odc.       |
| 2020, 2022 | Jej tajemnice        | Meghan Shaughnessy       | w gł. obs.                   |
| 2020       | Operation Buffalo    | Eva Lloyd-George         | miniserial, w gł. obs.       |
| 2020–2021  | Pennyworth           | Melanie Troy             | 5 odc.                       |
| 2021       | The Moth Effect      | Sephen                   | miniserial, 1 odc.           |
| 2023       | The Couple Next Door | Becka                    | serial, w gł. obs., 1–6 odc. |